# Liszt Ferenc versenyművei
Liszt Ferenc versenyművei kivétel nélkül a zongorához, a hozzá oly közel álló hangszerhez kapcsolódnak.

## A műfajhoz fűződő viszonya
Liszt Ferenc, a fiatal, ünnepelt, világjáró zongoravirtuóz sikerrel és szeretettel játszotta példaképe, Ludwig van Beethoven zongoraversenyeit (Beethoven öt versenyművet írt zongorára), amely művek akkoriban a legnehezebb zongoraversenyeknek számítottak – mind technikailag, mind zeneileg. Más versenyműveket is játszott, de zongoraestjein a szóló darabok voltak a műsoron. Repertoárja bővítésére számos saját szerzeményt írt, fantáziákat, feldolgozásokat, sokat más szerzők témájára.

## Saját zongoraversenyek
Már az 1830-as években felmerült saját versenymű írásának művészi kényszere, hogy saját stílusának, magas szintű hangszertudásának megfelelő alkotást tudjon bemutatni közönségének. Legelső versenyművét Berlioz Léliója témájára írta 1834-ben, Nagy szimfonikus fantázia (Grande Fantaisie Symphonique, S.120) címen. Egy másik, befejezetlen versenyműve 1834–35-ből származik (De profundis, S.691), és a fiatal Lisztre nagy hatással lévő Lamennais abbé hatására írta d-moll–D-dúrban. A műben jelentős szerepet kap egy gregorián dallam. Következő versenyművét Átok (Malédiction, S.121) címen írta (1840-re datálják), vonószenekari kísérettel. Romantikus, virtuóz alkotás, Liszt saját témájára íródott. Ritkán, kuriózumszerűen adják elő. A más szerzők témáit feldolgozó művek közé tartozik 1837-ből Fantázia Beethoven Athén romjai című művének témájára című műve (S.122), és ide sorolható még Schubert Wanderer-fantáziájának (S.367) és Weber Polonaise-brillante-jának (S.366) meghangszerelt változata is.
Lisztnek a versenyművek írásakor (is) azzal a kettős problémával kellett megküzdenie, hogy nem ismerte a szimfonikus zenekarok sajátosságait, nem tudta, hogyan kell a megfelelő zenekari hangzást megkomponálni, a szükséges hangszínt a hangszerek egyedi hangzásaiból kikeverni, hogyan kell zenekari partitúrát írni. Ezt soha nem tanulta. A másik gond a zongora és a zenekar hangzása közötti egyensúly megtalálása volt, ami – a zenekari hangzás mellett – sok próbálgatást, kísérletezést igényel. Lisztnek azonban erre sokáig nem volt lehetősége, egészen addig, amíg 1843-ban ki nem nevezték a weimari hercegi udvarba karmesternek. Az igazi lehetőség azonban akkor nyílt meg számára, amikor 1848-ban le is telepedett a városban, és lehetősége nyílt a nyugodt alkotómunkára. A hangszereléshez eleinte segítséget is igénybe vett két fiatal zeneszerzőtől (August Conradi, Joachim Raff), de hamar megtanulta a zenekari hangszerelést, és ezt követően az addigi műveit is rendre átdolgozta, újra hangszerelte.
Weimarban készült el a már korábban, 1840-ben vázlatokban meglévő 1., Esz-dúr zongoraversenyével, amit – szokásához hűen – többször is átdolgozott (összesen öt változata van). A versenyművet 1855-ben mutatta be, Liszt ült a zongoránál, Berlioz vezényelt. Ma is népszerű az előadók és a közönség körében, igen gyakran játszott darab. A-dúr zongoraversenye a kettes sorszámot viseli, pedig ennek írását már hamarabb elkezdte, csak később mutatta be Weimarban, 1857-ben. Érdekes, hogy a bemutatón Liszt volt a karmester, a zongoraszólamot tanítványa, Hans von Bronsart játszotta. Harmadik népszerű zongorakoncertje a Haláltánc (S.126), amivel végleges formájában 1859-re készült el. A darabot Hans von Bülow, Liszt veje mutatta be 1865-ben, Hágában. A Magyar fantázia 1852-ben komponált versenyműve (S.123). Bemutatója 1853 nyarán volt Pesten, itt is Bülow zongorázott, de Erkel Ferenc vezényelt.
1989-ben fedeztek fel egy harmadik Liszt-zongoraversenyt Esz-dúrban, amelyet Európa több városában szétszóródott partitúra-töredékből állítottak össze. Addig gyakorlatilag nem tudtak létezéséről, és Liszt soha nem tett említést róla. Műjegyzékszáma: S.125a. 1990-ben mutatta be Janina Fialkowska.